# Eugenia Falleni

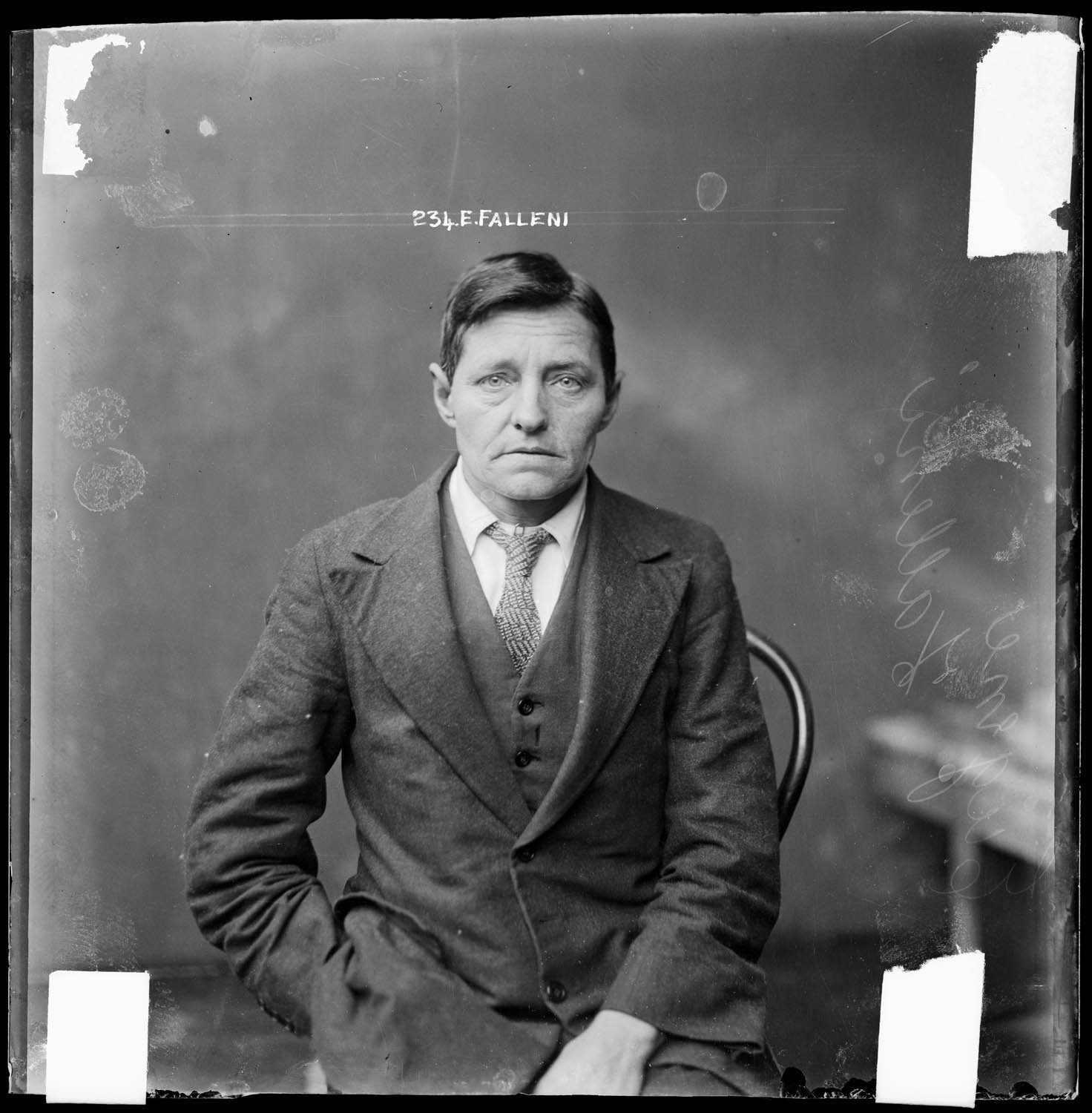
Falleni, 1920

Eugene Falleni, alla nascita Eugenia Falleni, noto anche coi nomi di Harry Leo Crawford o Jean Ford (Livorno, 25 luglio 1875 – Sydney, 10 giugno 1938), è stato un criminale australiano, uomo transgender giudicato colpevole di omicidio, il cui caso fu ampiamente seguito dalla stampa locale.

## Biografia

### I primi anni
Nato presso Livorno, in Italia (secondo i racconti di famiglia) o a Firenze secondo altri Falleni era il maggiore di 22 figli, di cui diciassette (dieci maschi e sette femmine) erano sopravvissuti. Falleni migrò con la famiglia a Wellington, in Nuova Zelanda, nel 1877 circa, all'età di circa due anni. Suo padre, dotato di una forte disciplina, lavorava come carrettiere e pescatore, ed Eugene era solito già in gioventù vestirsi da maschio per cercare di ottenere dei lavori e fu durante la sua giovinezza che lasciò la sua casa ed iniziò a farsi chiamare Eugene Falleni (Eugenio, al maschile appunto). La famiglia Falleni aveva fatto degli sforzi per ritrovarlo pur manifestando sempre una forte opposizione a questo suo comportamento. Pare che prima di questa sua decisione si fosse anche sposato con un cugino, un certo Marcello Falleni, di cui però non si ha traccia.

### Arrivo in Australia e matrimonio
Giunto a Sydney Falleni trovò impiego in mare su un peschereccio di grandi dimensioni, ma il suo segreto venne presto scoperto: durante una conversazione col capitano della nave, mentre era ubriaco, Falleni inavvertitamente si lasciò scappare il fatto che sua nonna lo chiamava "piccolina" e non "piccolino". Questo fatto insospettì il capitano sulla sessualità del suo mozzo e per questo i membri dell'equipaggio decisero di licenziarlo immediatamente, non prima che il capitano l'avesse stuprato. Avere una donna, solo di nascita nel caso di Falleni, a bordo, nella tradizione marinara, era considerato segno di cattivo auspicio e per questo Falleni venne lasciato al primo porto disponibile, quello di Newcastle, incinto, nel 1898.
In quello stesso anno diede alla luce una figlia, Josephine Crawford Falleni, a Sydney, ed affidò la bambina alle cure di una donna italiana come lui, Mrs. de Angeles, a Double Bay. Riprese dunque presto la sua prediletta identità di uomo col nome di Harry Leo Crawford, adducendo anche di avere antenati di origine scozzese, facendo visita di tanto in tanto alla figlia. Josephine chiamava Mrs. de Angeles "nonna" e crescendo apprese che suo padre era un capitano di marina.
Dopo una serie di lavori manuali in un mattatoio, in un bar ed in una fabbrica di gomma, nel 1912, Falleni entrò come impiegato del dottor G. R. C. Clarke a Wahroonga, non lontano da Sydney, come guidatore di carri. Fu qui che egli incontrò la bellissima cameriera del dottor Clarke, Annie Birkett, che era rimasta vedova anni addietro e che si trovava ora con un figlio tredicenne da accudire. Per Annie, Crawford era un giovane carino che la riempiva di attenzioni ignorando le avances di altre impiegate.
Annie e suo figlio lasciarono poco dopo l'impiego per Balmain dove Annie utilizzò parte dei risparmi accumulati per aprire un proprio negozio. Falleni la seguì e prese interesse nell'affare. Il 19 febbraio 1913, dopo un breve corteggiamento, Crawford si sposò con Annie nella chiesa metodista di Balmain. Poco dopo il matrimonio la coppia si spostò a Drummoyne dove Falleni lavorò per degli hotels e per delle fabbriche svolgendo impieghi differenti. La moglie scoprì che Falleni era una femmina alla nascita solo poco prima della morte.

### La morte di Annie Birkett, il secondo matrimonio e l'arresto
Nel 1917 Annie seppe da una vicina che Falleni era in realtà nato donna ed ella si confrontò subito col marito circa il fatto, ma Eugene si rifiutò di confermare la tesi della vicina, temendo che Annie avrebbe potuto denunciarlo alla polizia e provocare così il suo arresto.
Il 1º ottobre 1917 Annie propose di recarsi a fare un picnic presso il fiume Lane Cove. Secondo il racconto di Falleni rilasciato poi alla polizia, ben presto i due si trovarono a litigare dopo che Annie aveva rivelato le sue intenzioni di lasciarla perché non poteva continuare a sostenere un matrimonio dove suo marito era considerato una donna. Secondo Falleni, ad un certo punto della discussione Annie scappò e Falleni la rincorse colpendola alla testa con una pietra e facendole perdere conoscenza. Malgrado gli sforzi compiuti, Annie morì alcuni minuti dopo e Falleni cadde nel panico più totale oltre che doversi disfare del corpo di Annie, sebbene nessuno li avesse visti. Falleni a quel punto decise di bruciare il corpo di Annie così da renderlo irriconoscibile e far sì che il suo segreto non fosse svelato.
Il corpo di Annie venne ritrovato presso Mowbray Road, a Chatswood, nell'ottobre del 1917. L'ufficiale medico di governo, il dottor Palmer, informò il coroner della città che:
"...il corpo appariva molto carbonizzato. Non vi erano stati trovati segni di violenza e lo stomaco conteneva molto cibo. Non vi era odore di alcool e gli organi del corpo si trovavano in condizioni di salute ottimali. La morte era avvenuta... probabilmente per carbonizzazione."
Il corpo di Annie, come era intenzione di Eugene, non venne identificato. I giornali dell'epoca riportarono che la polizia aveva concluso il caso come un suicidio dal momento che la vittima era stata vista comportarsi con "modi definiti come strani", che era stata vista di recente nell'area e che presso il corpo era stata trovata una bottiglietta di cherosene. Una volta deciso il verdetto e chiusa l'inchiesta i resti vennero sepolti in una bara con la scritta "Corpo di una donna sconosciuta" nel Rookwood Cemetery.
Quando il figlio di Annie chiese a Falleni il perché dell'assenza della madre, Falleni diede come giustificazione il fatto che se n'era andata con un altro uomo.
Nel 1919 Falleni incontrò la cinquantenne Elizabeth King Allison, nota col nomignolo di Lizzie, e si innamorò di lei malgrado avesse ripromesso a sé stesso di non innamorarsi mai più. La coppia si sposò a Canterbury nel settembre del 1919 dichiarando il proprio nome come Harry Leo Crawford, il luogo di nascita la Scozia e l'occupazione ingegnere meccanico.
Dopo la scomparsa della madre, il figlio di Annie prese residenza a Woolloomooloo. Nel 1920, egli fece visita a sua zia e "le disse delle cose che portarono presto ad un incontro con la polizia". Successivamente venne rivelato il contenuto di quella discussione: dopo essere tornato da una vacanza e notando l'assenza della madre, egli venne portato da Falleni a The Gap, un noto luogo di suicidi a Sydney, dove egli si divertiva a gettare dei sassi. Una notte, circa una settimana dopo, Falleni lo portò presso Manning Road, Double bay, e gli chiese di scavare una buca. Così i due fecero e poi tornarono in città.
Falleni venne arrestato all'hotel d'angolo tra Parramatta Road e Johnston Street, ad Annandake il 5 luglio 1920. All'epoca del suo arresto, scoperto ormai il suo sesso di nascita, venne chiesto di porlo nelle celle delle donne. Vivendo con la moglie Lizzie in una casa a Stanmore chiese comunque che sua moglie non sapesse che era stato assegnato donna alla nascita. Tra i suoi oggetti personali trovati nella sua valigia, la polizia successivamente trovò un "articolo" poi portato in tribunale, fatto di legno e gomma avvolto con dei panni nella forma di un fallo o meglio di un dildo.
Si era aperto il processo e così un giornale descrisse Falleni:
"La donna accusata è stranamente interessante. Ella ha delle straordinarie sembianze mascoline, ed in quanto alla faccia è decisamente da uomo. Indossa vestiti maschili. Nel bacino appare distintamente nervosa. Indossa un anello al mignolo. Ha anche un cappello di feltro grigio e i suoi capelli sono neri e corti. La sua faccia è piccola, specialmente intorno alla bocca, ma appare complessivamente più vecchia di quanto si è stabilito, ovvero 43 anni. Il vestiario può dirsi di una persona di buon gusto, di colore grigio scuro, con una maglietta a maniche corte bianca ed una cravatta verde nello stile di Broadway. Indossa anche stivali di cuoio ben conciato."
Dopo l'arresto di Falleni, l'ispettore generale di polizia "prese le misure del caso per ottenere l'esumazione" dei resti di Annie Birkett. Il figlio di Annie, che lavorava in un negozio di sarto, continuò ad assistere la polizia che lo considerava "dotato di intelligenza notevole". Nel frattempo la moglie di Falleni, Lizzie, ancora convinta della "mascolinità" del marito disse di non voler credere alle illazioni fatte da alcuni e che egli era il "marito ideale" e che con Falleni ella "aveva una bellissima vita di coppia", ma che venne "costretta a lasciare la propria abitazione, pressata da continue chiamate e indiscrezioni".
Dalla metà di luglio di quell'anno, la figlia di Falleni venne individuata e diede delle "informazioni interessanti" alla polizia, e si ottenne il permesso per l'esumazione del cadavere di Annie Birkett. La seconda analisi post-mortem compiuta, tra cui la fotografia a raggi x, non rivelò nuove informazioni ed il corpo di Annie venne sepolto per la seconda volta a Woronora il 24 luglio 1920.

### Il processo, gli ultimi anni e la morte
Durante il processo venne sentita la sorellastra di Annie, Lillie Nugent, che riconobbe un anello presente sul corpo come appartenente a sua sorella, e lo stesso venne fatto col figlio di Annie che dichiarò che sua madre aveva sposato Falleni solo per la sua continua insistenza nel volerla sposare. Egli raccontò inoltre della visita a The Gap e disse che egli non si era mai fidato completamente di Falleni in quell'occasione. L'avvocato di Falleni, Maddocks Cohen, obiettò che non si poteva condannare un uomo per aver fatto scavare una buca o per aver tirato dei sassi. Il dottor Palmer ripeté la sua testimonianza relativa alle rilevazioni post-mortem e disse che la vittima era deceduta a causa delle fiamme e che era ancora viva al momento dello scoppio dell'incendio, ma che dalle semplici bruciature sulla pelle non era possibile stabilire se essa fosse conscia o meno del fatto. Egli ripeté inoltre che le piccole fratture rilevate sul cranio potevano essere state causate dalla caduta durante la carbonizzazione, ma una di queste, più profonda, avrebbe potuto anche essere stata un caso di violenza. Henrietta Schieblich, che aveva affittato a Falleni una stanza dopo la morte di Annie, riportò che lo stesso Falleni le aveva raccontato che sua moglie l'aveva abbandonato ed aveva aggiunto "una volta stavamo litigando, ma dopo averle tirato un colpo in testa, le si chiarirono le cose". Ella inoltre sostenne che chiaramente Falleni aveva cercato di uccidere il figlio di Annie in quella notte che lo portò a scavare quella buca. Altri testimoni invece dichiararono che Falleni, che non era in grado di leggere né di scrivere, si dimostrò stranamente interessato nei giorni successivi al caso della donna uccisa e chiese ad altri di leggergli gli articoli comparsi sui giornali locali.
Parlò quindi la figlia della Falleni:
"Il mio primo ricordo di mia madre risale a quando avevo circa sette anni. Ella indossava sempre dei vestiti da uomo ed era nota col nome di Harry Crawford. Io venni allevata a Double Bay da Mrs. de Angeles, che ero solita chiamare "nonna". Fu proprio mia nonna a dirmi che Harry Crawford era in realtà mia madre, e che mio padre era un capitano di marina. Mia madre era molto crudele con me quando ero piccola e spesso si dimenticava della mia presenza. Mia nonna mi disse che mia madre aveva cercato di soffocarmi quando ero piccola. Mrs. de Angeles morì quando io avevo appena 12 anni di età, e mia madre decise a quel punto di portarmi in un piccolo negozio di Balmain, la cui proprietaria era Mrs. Birkett, che aveva un figlio di nome Harry. Mia madre mi disse che Mrs. Birkett aveva un mucchio di soldi, ma che ella doveva continuare a pensare che mia madre fosse un uomo. Io dissi a mia madre: "Ti scoprirà uno di questi giorni" ma mia madre replicò "Oh, ci starò attenta. Preferisco arrangiarmi piuttosto che lasciar scoprire qualcosa alla polizia". Mia madre mi disse di chiamarla padre e di non lasciare che né Mrs. Birkett né alcun altro sapessero che ella era in realtà una donna. Io non sapevo che mia madre era sposata con Mrs. Birkett, ma certo era che entrambi avevano la medesima camera da letto. Nel 1917 incontrai mia madre, che mi disse che tutto era stato rivelato e che Mrs. Birkett aveva scoperto la sua vera identità. Mia madre mi apparì molto agitata ed era sempre reticente a raccontarsi."
Al processo Falleni per omicidio tenutosi a Darlinghurst nell'ottobre del 1920, il caso dell'"uomo-donna" ebbe una certa eco nella stampa, con l'accusato che appariva alla corte ora vestito da uomo, ora vestito da donna. Quando nel corso del processo venne riportato in auge il ritrovamento del dildo della Falleni tra le sue cose, si ripeté un'accesa discussione tra l'accusato e gli accusanti:
"[Falleni] disse: 'Troverete qualcosa che ho usato.'
Detective: 'Cos'è? Qualcosa di artificiale?'
[Falleni] replicò: 'Sì, ma non lasciate che lei lo veda.'
Detective: 'Mi vuol dire che sua moglie non sa nulla di questo?'
[Falleni] disse che la sua prima moglie non sapeva nulla di questo, 'Nulla sino all'ultima parte del nostro matrimonio.'
Un testimone, David Lowe, disse di aver visto una donna con una valigetta portarsi poi nel ruolo dove i resti vennero ritrovati. Lo stesso ispettore di polizia Mayes era uno di quelli che ritenevano che la donna ritrovata morta si fosse data fuoco da sola accidentalmente e che per quanto risultasse discutibile il comportamento di Falleni questo non bastava a farne un'assassina.
Falleni dal canto suo non si riteneva colpevole dell'omicidio, ma la giuria impiegò due ore a decidere del verdetto, e ne uscì con in mano la condanna a morte. Dopo che il giudice ebbe letto la sentenza, chiese a Falleni se avesse qualcosa da dire e lui replicò: "Ho passato tre mesi a Long Bay Gaol. Sono sul punto di una crisi di nervi. Non sono colpevole, vostro onore. Io non so nulla di queste accuse. È evidente che sono stato incastrato."
A metà di ottobre di quell'anno Falleni si appellò all'accusa, sostenendo:
"...che il verdetto della giuria andava contro l'evidenza, che l'evidenza delle colpe per la Corona erano meramente circostanziali; che il caso d'accusa era stato distrutto dalle stesse rilevanze mediche; che l'identificazione della persona che sembrerebbe aver visto la Falleni nei pressi del luogo ove venne ritrovato il corpo della defunta erano insufficiente e inoltre, anche a causa della protrarsi del giudizio, aveva reso l'appellata fisicamente incapace e nervosa, al punto da farla rispondere con evidente alterazione..."
La Corte d'Appello Criminale sciolse il caso dicendo che sulla base dei dati trovati dalle indagini e sulla base di quanto espresso dalla giuria, appariva giustificato il verdetto di colpevolezza ma la pena andava evidentemente rivista.
La sentenza di Falleni venne commutata nel carcere a vita ma la sua tanto celebrata immoralità nel farsi passare per un uomo ebbe molta fortuna presso la stampa popolare, che lo ritrasse come un mostro ed un pervertito.
Amici di Falleni ed "altri prigionieri" chiesero "in diverse occasioni" il suo rilascio e nel febbraio del 1931, dopo un'ora di discussione col prigioniero, Mr. Lamaro, il ministro della giustizia australiano, gli garantì la libertà sulla base del fatto che Falleni era vicino ai sessant'anni e che "non aveva una salute robusta". Dopo aver lasciato la prigione di Long Bay, Falleni venne portato in macchina "verso una destinazione sconosciuta". L’Evening News riprese la questione scrivendo che non vi era certezza sul fatto che il corpo riesumato fosse della Birkett e che le fratture del cranio sarebbero potute essere conseguenze della caduta del corpo morto e quindi evidenziò la "mancanza di evidenza che fosse stato proprio Falleni a provocarne la morte".
Nell'aprile del 1935, quando l'ispettore Stuart Robson tenne un discorso ottenendo il ruolo di ufficiale in carica del distretto di polizia di Broken Hill, egli richiamò il suo coinvolgimento nel caso Falleni:
 "Io fui anche responsabile dell'arresto di Eugenia Falleni, il famoso uomo-donna. Ella era figlia di un pescatore italiano e si vestiva con vestiti maschili, lavorando da vero uomo. Sappiamo bene quali furono i suoi delitti. Venne condannata per l'omicidio di sua "moglie" e venne sentenziata alla prigione a vita. Io l'arrestai quando stava ancora lavorando come garzone, portando del rum nella cantina di un hotel di Sydney. Questo avvenne tre anni dopo l'assassinio. Pensavo di aver arrestato un uomo, ma non fu sino a quando ella non acconsentì a spogliarsi che non mi venne il sospetto che qualcosa di storto ci fosse. Fu un dottore a confermare la scoperta. Successivamente venne rilasciata e di lei non si seppe più nulla."
Falleni assunse il nome di Mrs. Jean Ford e divenne proprietario di una pensione a Paddington, presso Sydney. Il 9 giugno 1938 inciampò a Oxford Street e venne investita da un motocarro, morendo il giorno seguente al Sydney Hospital per le ferite riportate. Venne riconosciuto unicamente per le impronte digitali e per le 100 sterline che portava con sé che erano frutto di una vendita che aveva attuato prima dell'incidente, che vennero trovate nella sua borsetta. La polizia emise un verdetto di morte accidentale. Il funerale di Falleni si tenne con l'ultimo nome che aveva assunto e venne sepolto nel Rookwood Cemetery.

## Riferimenti nella cultura di massa
La vicenda di Eugene Falleni è trattata nella puntata Passing women - La storia di Harry Leo Crawford del podcast Demoni Urbani di Francesco Migliaccio e nell'episodio 10 dell' 11° stagione del podcast Non aprite quella podcast di J-Ax, Matteo Lenardon e Pedar.